# Karnaphuli

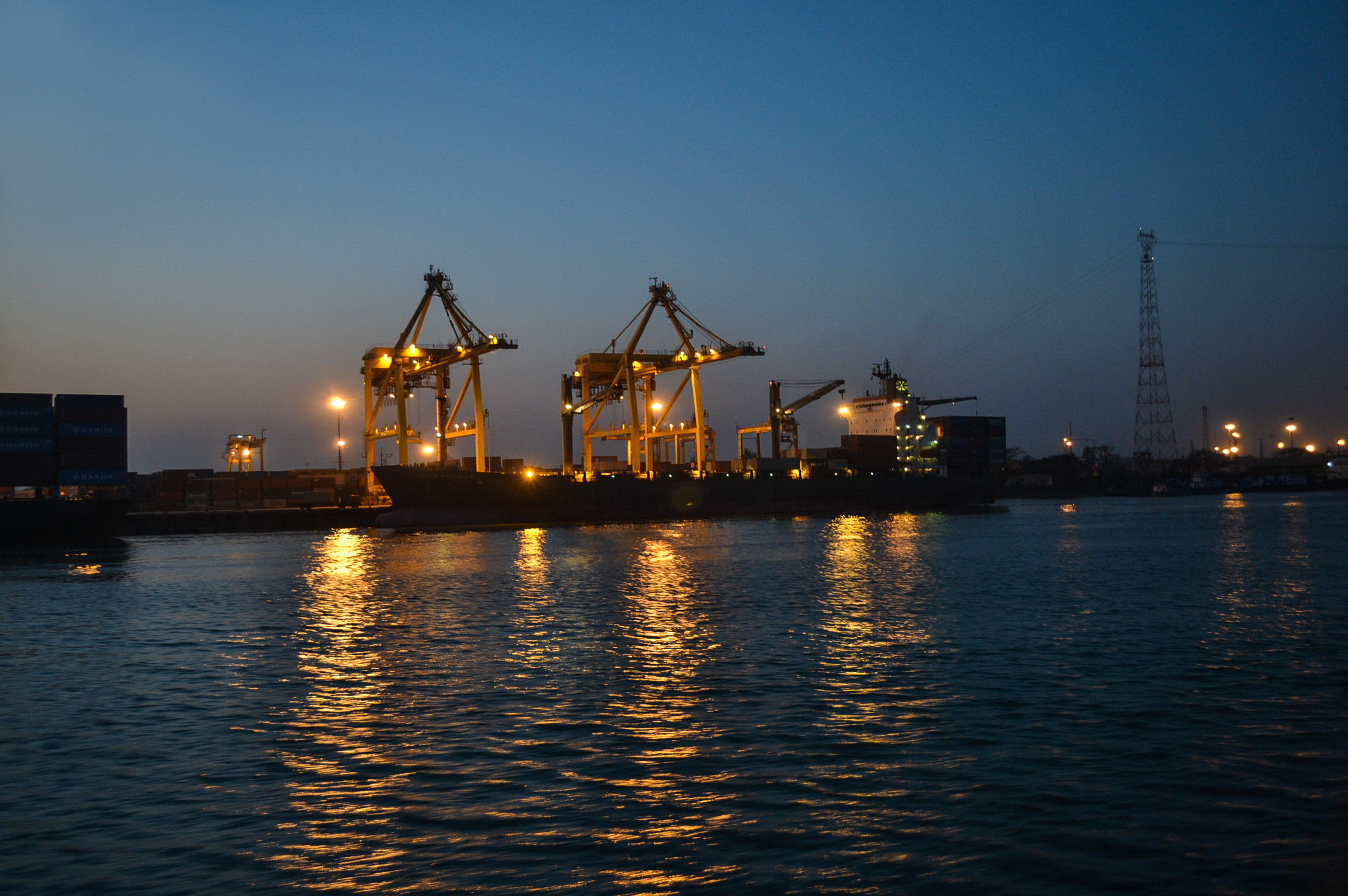
Karnaphuli rius

Karnaphuli o també Karnafuli és un riu de Bangladesh que neix a les muntanyes de Chittagong a 22° 53′ N, 92° 27′ E / 22.883°N,92.450°E i corre al sud-oest durant uns 195 km fins a desaiguar a la badia de Bengala a uns 20 km avall del port de Chittagong situat a la banda dreta. Afluents principals són el Kasalang, Chingri, Kaptai, Rankhiang i Halda. Poblacions destacades a la seva riba són Chandraghona i Rangonia.